# Муха капустяна весняна
Муха капустяна весняна (Delia brassicae Bouche.) — муха з родини мух-квіткарок. В Україні поширена повсюдно. Живе також по усій Європі, на Мадейрі та Азорських островах, в Північній Африці, по усій Росії окрім тундри, в Китаї та Японії, завезена в Північну Америку. Личинки мухи пошкоджують капусту, ріпу, редьку та інші культури.

## Опис

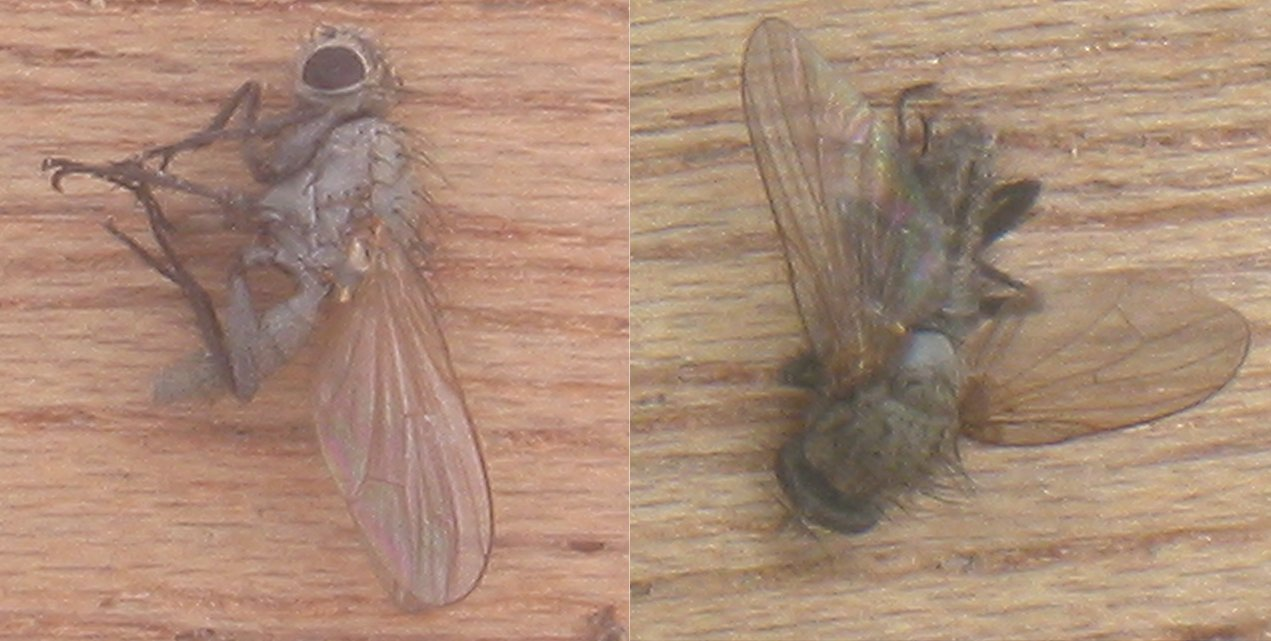
Труп мухи

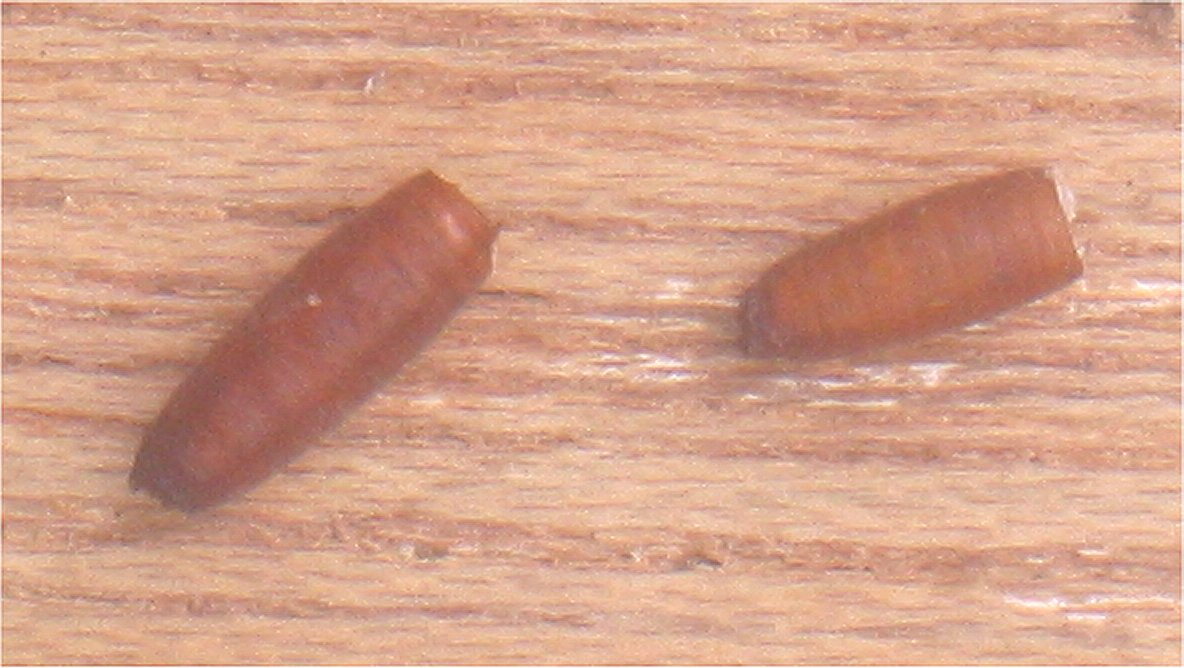
Порожні лялечки — шкідники вже виповзли

Самці 5-5,5 міліметрів, темно-попелястого кольору з широкими темними смугами на спині. Через усе черевце проходить широка чорна поздовжня смуга, на усіх сегментах — вузька поперечна смуга. Очі між собою стикаються. Лоб в 4-5 разів вужчий за очі, бо дурні. Самиці більші — 6-6,5 міліметрів, світлішого попелясто-сірого кольору. Ширина лобу майже рівна ширині очей, бо розумні. Яйця білі, витягнуті, сигароподібні з широкою та глибокою боріздкою.

## Екологія

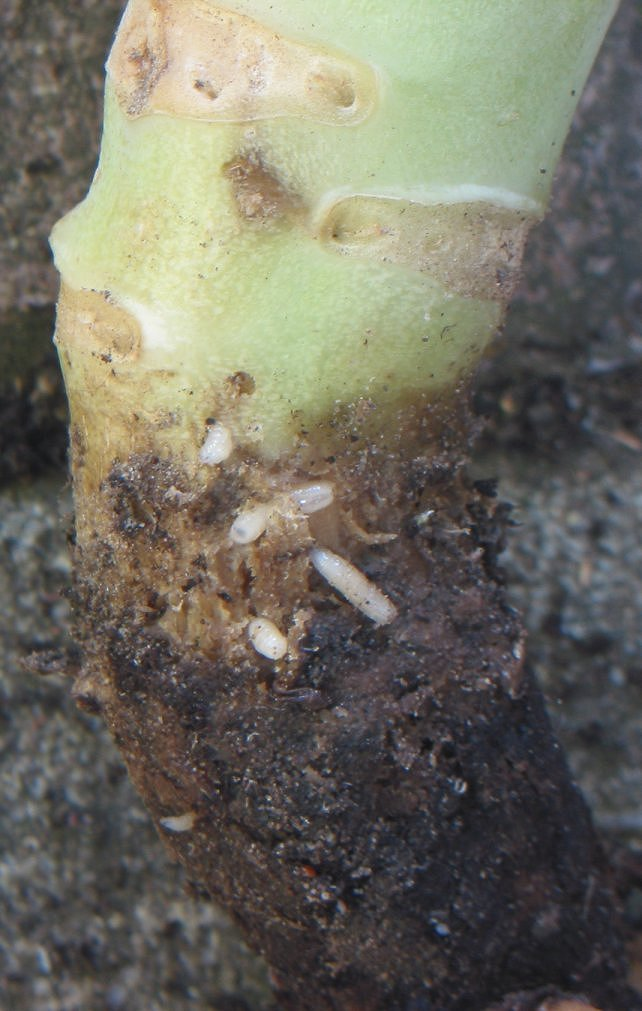
Личинки мухи

Зимує пупарій у ґрунті на глибині 10-15 мм. Мухи вилітають наприкінці квітня, коли ґрунт прогрівається на глибині їх залягання до +2 °С. Для статевого дозрівання необхідне додаткове живлення. Самка відкладає 100–150 яєць на рослини поблизу кореневої шийки, під грудочки ґрунту біля рослин. Через 5-10 днів виплоджуються личинки, які проникають у корінь капусти. Після закінчення живлення вони мігрують у ґрунт, де у стадії пупарію зимують. Поріг шкодочинності мухи для капусти у фазі 5-7 листків на поливі — 7-12 яєць на рослину, без поливу — 25-33 яйця, а для рослин у фазі 12-14 листків на поливі — 22-27 яєць на рослину, без поливу — 40-52 яйця.

## Заходи захисту
Глибока зяблева оранка, підживлення капусти, полив, підгортання. На личинках та лялечках паразитують стафілінід Aleochara bilineate Cyll. Самки його живляться яйцями та личинками мух, а личинки проникають у пупарії мух, де і розвиваються. Інший паразит Tribliographa rapae Westw. уражує личинок мух. Хімічні обробки недоцільні при співвідношенні хижак-алеохара-капустяна муха 1:10, або при чисельності 3-5 особин ентомофага на 1 м.